# Friedrich Nicolai
Christoph Friedrich Nicolai (født 18. marts 1733 i Berlin, død 8. januar 1811 sammesteds) var en tysk boghandler og forfatter.
Nicolai blev oplært til boghandlen i Frankfurt an der Oder, hvor han opholdt sig i årene 1749—52, og trådte derpå ind i sin faders forretning i Berlin. Han var meget belæst, en modstander af Gottsched og Schweizer-digterne, medens han sluttede sig varmt til Lessing og Moses Mendelssohn, med hvem han udgav Bibliothek der schönen Wissenschaften (4 bind, 1757—58) og Briefe, die neuere Litteratur betreffend (24 bind, 1759—65). Desuden grundlagde han det bekendte tidsskrift »Allgemeine deutsche Bibliothek, som havde mange betydelige medarbejdere og blev et talerør for oplysningstidens mænd imod mysticismen i religionen, imod den Kantske filosofi og imod Sturm- und Drangperiodens udskejelser. 
Af Nicolais egne skrifter må nævnes hans udmærkede Topographisch-historische Beschreibung von Berlin und Potsdam (1759) og romanen Leben und Meinungen des Magisters Sebaldus Nothanker (3 bind, 1773—76), et indlæg mod datidens ortodoksi, af interesse endnu i vore dage. I det satiriske skrift Freuden des jungen Werther (1775) og Beschreibung einer Reise durch Deutschland und die Schweiz (1781) vovede han at angribe Goethe, Herder, Lavater og andre af den ny tids mænd, som han nu forvandlede til heftige modstandere. I Die Zenien og i Faust fik han tak for sidst — Goethe indførte ham i sit verdensdigt som der Proktophantasmist eller Steissvisionär. Han fortsatte sin forfattervirksomhed ind i det nye århundrede.